# Almadén de la Plata
Almadén de la Plata este un municipiu în provincia Sevilia, Andaluzia, Spania cu o populație de 1.713 locuitori.
Almadén de la Plata
1. ↑  Nomenclátor Geográfico de Municipios y Entidades de Población (20240402 edition)